# حلیمه جان
حلیمه جان، روستایی از توابع بخش رحمت‌آباد و بلوکات شهرستان رودبار در استان گیلان ایران است.

دریاچه حلمیه‌جان یا عروس که روستای حلیمه‌جان

## جمعیت
این روستا در دهستان بلوکات قرار دارد و براساس سرشماری مرکز آمار ایران در سال ۱۳۸۵، جمعیت آن ۷۴۱ نفر (۱۷۶خانوار) بوده‌است.